# Canton Sciaffusa
Il Canton Sciaffusa (in tedesco Kanton Schaffhausen) è un cantone della Svizzera. La città principale e capitale del cantone è Sciaffusa.

## Geografia fisica
Il Canton Sciaffusa è il più settentrionale della Svizzera, situato a nord del Canton Zurigo. Giace ad ovest del Lago di Costanza ed ha una superficie di 298 km², principalmente terreno per la produzione agricola. Il territorio del cantone è quasi interamente circondato dalla Germania (circondari di Waldshut, di Schwarzwald-Baar-Kreis e di Costanza nel Land Baden-Württemberg), con cui confina a ovest, nord ed est. Confina anche con il Canton Zurigo (distretti di Bülach e di Andelfingen) a sud e con il Canton Turgovia (distretti di Diessenhofen e di Steckborn) a est (per un breve tratto). Il canton Sciaffusa è addirittura diviso in tre parti dalla Germania. La più grossa delle tre è quella che comprende la capitale Sciaffusa. La seconda è un'exclave formata dai comuni di Rüdlingen e Buchberg e si trova nella a sud-ovest del cantone. La terza parte, a est, è anch'essa un'exclave e contiene i comuni di Buch, Hemishofen, Ramsen e Stein am Rhein. Nel territorio principale, quello con la capitale, vi è inoltre la piccola exclave tedesca di Büsingen am Hochrhein.
Gran parte del cantone si trova sull'altopiano dominato dall'Hoher Randen. La vetta di questa montagna è a 912 m. I pendii della montagna scendono delicatamente verso sud, dove raggiungono la valle del Reno. Valli corte e strette intersecano questo versante. Il Klettgau è una di queste valli. Le cascate del Reno sono le più larghe cascate in Europa e si trovano sul confine tra Canton Sciaffusa, Canton Zurigo e Germania.

## Storia
Nel medioevo Sciaffusa era una città-stato. È documentato che coniò monete proprie fin dal 1005. All'epoca era conosciuta come Villa Sciaffusa. Attorno al 1049 venne fondato un monastero Benedettino che portò allo sviluppo di una comunità, che ottenne l'indipendenza nel 1190. Fino al 1218 Sciaffusa era una libera città imperiale. Da quel momento e fino al 1330 la città non solo perse tutti i suoi territori, ma anche l'indipendenza, in favore degli Asburgo. Il Cantone riottenne l'indipendenza nel 1415 quando si comprò la sua libertà. Si alleò con Zurigo nel 1454, e divenne un membro pieno della Confederazione nel 1501. La prima ferrovia arrivò a Sciaffusa nel 1857. Nel 1944 Sciaffusa subì un bombardamento da parte di aerei dell'aviazione statunitense che si persero accidentalmente, scambiando la Svizzera per la Germania. La costituzione cantonale venne stilata nel 1876 e revisionata nel 1895.

## Economia
Nel cantone viene prodotto un vino Riesling bianco rinomato. Le principali industrie sono la produzione di macchinari e beni in metallo. Esistono anche la produzione di orologi e gioielleria. Settori industriali di minore importanza sono, tessile, concerie, cartiere, vetrerie, cementifici, e industria chimica. Nel cantone è presente anche un birrificio.
A Rheinau è presente una centrale idroelettrica che produce energia per il cantone e per l'esportazione. La principale richiesta di elettricità proviene dalle industrie chimiche a Rheinfelden e dalle fabbriche di alluminio a Neuhausen am Rheinfall. La città di Sciaffusa, usa anch'essa una grossa quantità dell'elettricità prodotta a Rheinau.
A Sciaffusa è presente anche un importante snodo ferroviario da cui passa parte del traffico tra Germania e Svizzera.

## Società

### Religione
La principale religione è quella cristiana protestante.

### Evoluzione demografica
| %     | Ripartizione linguistica (gruppi principali) |
| ----- | -------------------------------------------- |
| 87,6% | madrelingua tedesca                          |
| 2,6%  | madrelingua italiana                         |
| 2,5%  | madrelingua serbo-croata                     |

## Amministrazione
Fino al 1999 il Canton Sciaffusa era diviso in 6 distretti, ora aboliti. Il cantone comprende 26 comuni: 
| - Bargen - Beggingen - Beringen - Buch - Buchberg - Büttenhardt - Dörflingen | - Gächlingen - Hallau - Hemishofen - Lohn - Löhningen - Merishausen | - Neuhausen am Rheinfall - Neunkirch - Oberhallau - Ramsen - Rüdlingen - Schleitheim - Sciaffusa (Schaffhausen) | - Siblingen - Stein am Rhein - Stetten - Thayngen - Trasadingen - Wilchingen |

### Divisioni
- 1831: Sciaffusa → Neuhausen am Rheinfall (fino al 1938 Neuhausen), Sciaffusa
- 1839: Buchberg → Buchberg, Rüdlingen
- 1861: Bibern-Hofen → Bibern, Hofen

### Fusioni
- 1947: Buchthalen, Sciaffusa → Sciaffusa
- 1964: Herblingen, Sciaffusa → Sciaffusa
- 2004: Barzheim, Thayngen → Thayngen
- 2005: Osterfingen, Wilchingen → Wilchingen
- 2009: Hemmental, Sciaffusa → Sciaffusa
- 2009: Altdorf, Bibern, Hofen, Opfertshofen, Thayngen → Thayngen
- 2013: Beringen, Guntmadingen → Beringen